# Alfred Métraux
Pour les articles homonymes, voir Métraux.
Alfred Métraux, né le 5 novembre 1902 à Lausanne et mort le 11 avril 1963 dans la forêt de la vallée de Chevreuse, est un anthropologue d'origine suisse, formé à Paris, et de nationalité américaine à partir de 1941.
Spécialiste des peuples d'Amérique latine, d'Haïti et de l'île de Pâques, son œuvre touche de nombreux domaines : histoire, archéologie et ethnographie.

## Biographie
Né à Lausanne, Métraux passe une grande partie de son enfance en Argentine où son père est un chirurgien réputé résidant à Mendoza. Sa mère est une Géorgienne de Tbilissi d’origine juive. Rentré en Europe, il fréquente le Gymnase classique de Lausanne. Il s'inscrit ensuite à l'École nationale des chartes, à Paris, où il rencontre Georges Bataille et Michel Leiris. Il suit aussi les cours de l'École des langues orientales (diplôme en 1925) et de l'École pratique des hautes études, dans la section des sciences religieuses (diplôme en 1927). À la Sorbonne, où il a comme professeurs Marcel Mauss et Paul Rivet, il soutient en 1928 une thèse ès-lettres sur les Tupinambas. Il étudie également en Suède, à l'université de Göteborg, et fait des recherches au musée anthropologique local.
Ses voyages le ramènent en Argentine, où il crée en 1928 l'Institut d'ethnologie de l’université nationale de Tucumán, qu'il dirige jusqu'en 1934. Il visite le Chaco et les hauts plateaux boliviens, se consacrant à l'étude de plusieurs groupes ethniques comme les Calchaquís, les Guaranis, les Chiriguanos, les Tobas et les Wichís, puis les Uros-Chipaya. Il collabore avec des anthropologues américains à la rédaction du Handbook of South American Indians, contribuant notamment sur les thèmes de la religion et la mythologie. Après quelques années marquées par des difficultés financières, il tente sans succès de rentrer en Europe.
Le docteur Paul Rivet lui confie la direction de la mission française à l'île de Pâques en 1934-1935, où il étudie la langue et les mythes locaux.
En 1938, il est nommé chercheur au Bishop Museum d'Honolulu, puis il part enseigner aux États-Unis, à Berkeley et à Yale. Quand la Seconde Guerre mondiale éclate, il intervient pour que ses collègues français menacés par les nazis, comme Claude Lévi-Strauss, le rejoignent.
En 1941, il prend la nationalité américaine et participe en 1945 à une mission de bombardement allié en Allemagne. Il devient l'année suivante responsable de la recherche du département des affaires économiques et sociales de l'ONU à New York. Chercheur à la Smithsonian Institution et membre permanent du département des sciences sociales de l'Unesco, il dirige entre 1948 et 1950 une enquête à Haïti, à laquelle participe Michel Leiris, qui fournit la matière de son livre Le Vaudou haïtien. À la fin de la décennie, il épouse Fernande Schulmann, jeune chercheuse de vingt ans sa cadette.
De 1959 à sa mort, il est directeur d'étude à la VIe section de l'École pratique des hautes études, à Paris, et dirige le séminaire « Ethnologie et sociologie des populations indigènes d'Amérique du Sud ». Il se suicide le 11 avril 1963, quelques heures après un rendez-vous avec Maurice Godelier.
Son corps n'est retrouvé que le 20 avril. Il a succombé à l'absorption de barbituriques et a enregistré sur un carnet les étapes de son intoxication. Sa mort fait écho à un article qu'il a rédigé et qui a été publié par le Courrier de l'UNESCO quelques jours avant son suicide. Intitulé La vie finit-elle a 60 ans ?, il y déplore le sort réservé aux personnes âgées en Occident, bien plus barbare selon lui que tout ce qu'il a pu voir dans d'autres sociétés considérées comme « primitives ».

## Travaux
Alfred Métraux est spécialiste de l'étude des peuples d'Amérique du Sud et des Caraïbes, notamment de la paysannerie haïtienne et des cultes afro-américains. Ses travaux sur le vaudou haïtien et sur le chamanisme font toujours référence aujourd'hui en anthropologie religieuse.
Sa riche expérience et son érudition sur les populations autochtones d'Amérique du Sud expliquent sa forte contribution au monumental ouvrage Handbook of South American Indians publié par Julian Steward de 1946 à 1959.
Son passage à l'Unesco a été l'occasion pour lui de promouvoir de nombreux programmes d'anthropologie appliquée, particulièrement en Amazonie, dans les Andes et en Haïti. De plus, il a lutté activement contre le racisme en coordonnant le projet interdisciplinaire à l'origine de la publication de la revue Le Racisme devant la Science (publiée à partir de 1951).
Alfred Métraux reste aujourd'hui dans la mémoire des anthropologues un scientifique hors pair, d'une éthique d'autant plus exemplaire qu'il a mis ses travaux au service des droits de l'homme, et possédant une connaissance d'une rare finesse des cultures dont il s'est fait le spécialiste.
Il a notamment pensé la possession comme une comédie rituelle.

## Ouvrages
La bibliographie d'Alfred Métraux comporte plus de deux cents articles et ouvrages, en voici les titres les plus importants :
- La Civilisation matérielle des tribus Tupi-Guarani, Paris, Paul Geuthner, 1928.
- Mythes et contes des Indiens Matako, 1939.
- L'Île de Pâques, 1941.
- Le vaudou haïtien, Paris, Gallimard, 1958.
- Les Incas, Paris, Le Seuil, 1962.
- Religions et magies indiennes d'Amérique du Sud, Paris, Gallimard, 1967.
- Les Indiens de l'Amérique du Sud, Paris, Métaillé, 1991.
- Le Pied à l'étrier, correspondance avec Pierre Verger, Paris, Éditions Jean-Michel Place, 1997.

### Filmographie
- Sur la trace des Indiens disparus. Les Indiens d’Alfred Métraux, documentaire de Pierre-André Thiébaud, PCT Production, 2002

### Exposition
- « Du Pays de Vaud au pays du Vaudou, ethnologies d'Alfred Métraux », musée d'ethnographie de Genève (décembre 1996 - février 1997)